# Matriz energética

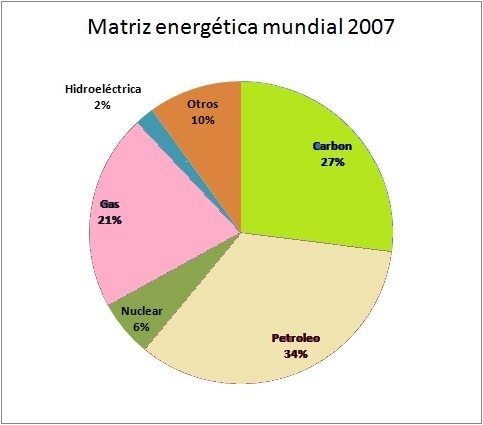
Matriz Energética Mundial 2007Obs. - Em "Outros" estão incluídas as fontes renováveis (madeira, restos agrícolas, eólica, solar, etc

A matriz energética é  uma representação quantitativa de todos os recursos energéticos disponíveis (em um determinado território, região, país ou continente) para serem utilizados nos diversos processos produtivos.
Um conceito semelhante é o Total Primary Energy Supply (TPES) ou  Oferta Total de Energia Primária (OTEP). A OTEP é igual à produção mais as importações, menos exportações, menos depósitos internacionais e mais ou menos a variação de estoques de energia.

## Matriz Energética Brasileira (MEB)
A matriz energética brasileira é composta por recursos renováveis, biocombustível, como madeira e álcool, hidrelétricas, carvão mineral, gás natural, urânio, petróleo e derivados.
O Brasil possui uma das matrizes energéticas mais renováveis do mundo industrializado, graças aos seus recursos hídricos, biomassa e etanol, e também graças à energia eólica e solar.
As fontes primárias de energia são os energéticos encontrados na natureza - mas nem sempre adequados para a utilização final dos consumidores. Atualmente, são as seguintes:
- Petróleo
- Gás natural
- Carvão
- Urânio
- Água
- Sol
- Vento
- Fontes geotérmicas
- Biomassa

A análise da matriz energética é fundamental para orientar o planejamento do  setor energético (que reúne as atividades ligadas a produção, transporte, inovação, manejo e venda de produtos energéticos de um país ou região) com a finalidade de garantir a produção, a segurança energética e o uso adequado da energia disponível.